# Стенлі Квіклінскі
Стенлі Квіклінскі (англ. Stanley Cwiklinski, 25 липня 1943) — американський академічний веслувальник.
Олімпійський чемпіон 1964 року в складі вісімки.
Бронзовий призер Чемпіонату Європи 1965 року в складі вісімки.